# Хак
„Хак“ (на османски турски: حق; на турски: Hak, в превод Право) е османски вестник, излизал в Солун, Османската империя от ноември 1909 година.
Издава се от Х. Халид и Евис Абви. Вестникът се списва на османски турски. Публикува се ежедневно.